# ヌーヴォ
株式会社ヌーヴォ（英: NUOVO.,Inc）は、1999年設立、山梨県都留市に本社を置く映像制作会社。 CM・映画を主体とした映像作品の企画・制作およびプロデュースを主な事業内容とする日本の企業である。

## 概要
主に企業のプロモーション映像やCM制作を展開。2015年には山梨県にある都留市の市制60周年協賛事業として映画『かぐらめ』を制作。監督は株式会社ヌーヴォ代表取締役の奥秋泰男が務める。この映画の主演にはセゾンカードのCMで一躍人気を博した武田梨奈が熱演し「自分の中で、代表作になった」と新宿武蔵野館で舞台挨拶で語った。また、2015年に惜しまれながらも他界した今井雅之の映画最後の作品となった。

## 沿革
- 1991年3月、代表の奥秋泰男によって創業。創業時の名称はヌーヴォデザインルーム。
- 1999年3月、法人化により、株式会社ヌーヴォに名称変更。
- 2015年5月、都留市制60周年協賛事業、映画『かぐらめ』全国公開。

## 特徴
「映像の力でもっと日本を元気に！」を合言葉に地方PR動画の制作も行っている。 シティプロモーション自治体等連絡協議会会員。